# 中华盖蛛
中华盖蛛（学名：Neriene sinensis）为皿蛛科盖蛛属的动物。在中国大陆，分布于浙江、福建等地。该物种的模式产地在浙江、福建武夷山。其种加词“sinensis”意为“中华的”。